# Sixxen
Le Sixxen, ou Sixen, est un instrument de musique de la famille des percussions idiophones qui se présente sous la forme d'un métallophone, conçu par Iannis Xenakis pour l'interprétation de sa pièce Pléïades par Les Percussions de Strasbourg en 1979.

## Présentation
Le Sixxen, ou Sixen, est conçu en 1979 pour les Percussions de Strasbourg afin de jouer la pièce Pléïades de Iannis Xenakis,.
Il a été construit par le facteur Robert Hébrard, en collaboration avec l’ensemble et le compositeur.
L'instrument est un métallophone composé de 19 lames montées horizontalement et chromatiquement, muni d'une pédale étouffoir. Les 19 notes du Sixxen sont distribuées inégalement avec des hauteurs différentes de l’ordre du quart ou du tiers de ton et de leurs multiples. L'instrument est pensé en six exemplaires, un par musicien de la formation, de sorte que les six Sixxens joués ensemble ne forment jamais d'unissons.
Le nom de l'instrument est construit sur « Six », soit le nombre de musiciens du groupe original des Percussions de Strasbourg, et « Xen », les premières lettres de Xenakis,.
À la suite de Xenakis, d'autres compositeurs ont utilisé l'instrument dans leurs œuvres, notamment Philippe Manoury ou Michelle Agnes Magalhaes.